# Radymicze

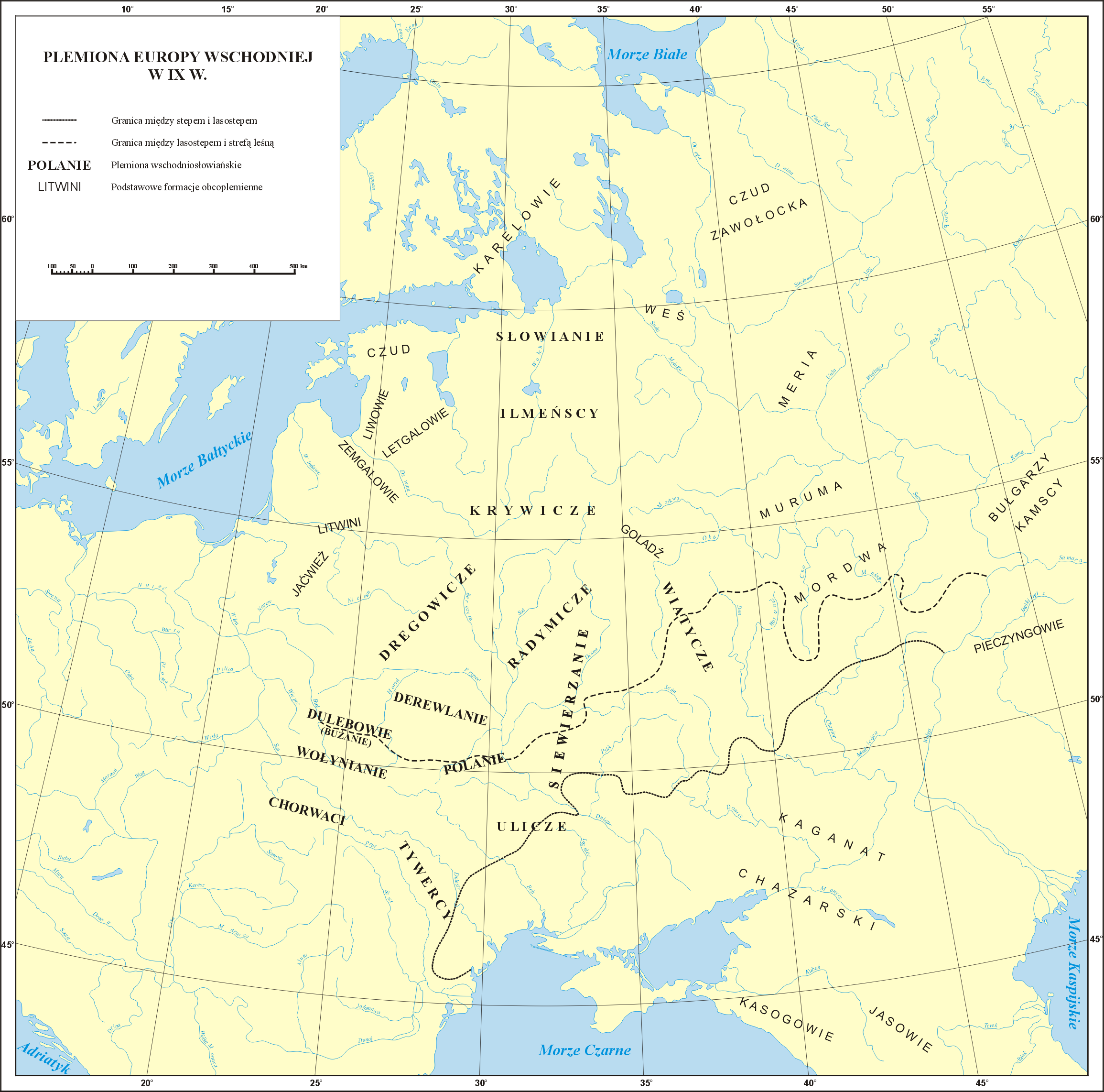
Plemiona Europy Wschodniej w IX wieku (na podstawie opracowania prof. Wojciecha Szymańskiego)

Radymicze – plemię słowiańskie, którego przynależność do Słowian zachodnich lub wschodnich pozostaje w nauce przedmiotem dyskusji.

## Przekaz Nestora
Według XII-wiecznej Kroniki Nestora Radymicze pochodzili z Lachów, wzięli nazwę od Lacha Radyma i osiedlili się nad Sożą: Polanie (...) byli rodu słowiańskiego, Drewlanie (...) wywodzili się z tychże Słowian, Radymicze zaś (...) – z Lachów. Dana wzmianka wywołuje spory naukowe o pochodzeniu Radymiczów. Jefim Karski uważa, że określenie z Lachów zostało użyte w pojęciu geograficznym, tj. Radymicze przywędrowali nad Soż z ziem sąsiadujących z Polską. Teorii Karskiego przeczy wzmianka o tym, że Radymicze byli z rodu Lachów. Zdaniem Gieorgija Wiernadskiego w źródłowym w lasiech jest błąd i należy odczytywać to jako w jasiech (Alanowie w kronikach ruskich), co by oznaczało, że Radymicze przywędrowali z Krymu lub Kaukazu. Ta teza nie ma podstaw, bowiem w dalszym tekście Kroniki Nestora wielokrotnie pojawia się zwrot w lasiech i jednoznacznie dotyczy on Polski. Dmitrij Lichaczow stwierdza, że zwrot ot roda lachów dotyczył wyłącznie Lacha Radyma, który zdobył władzę nad plemieniem. W tym przypadku tekst, w którym Radymicze zostali przeciwstawieni Drewlanom i Polanom, oraz zwrot ot roda słowienska przy opisie pochodu Włodzimierza na Radymiczów w 984 roku oznaczałby, że władcy Polan dnieprzańskich pochodzili ze Słowian, a sami Polanie Słowianami nie byli. Marceli Kosman dowodzi, że Nestor mógł zasłyszeć nazwę podkarpackiego miasta Radymna lub imię arcybiskupa Radzima Gaudentego i dlatego skojarzył zachodnie pochodzenie Radymiczów.

## Czynniki geograficzne
Ziemie Radymiczów zlokalizowane były nad rzeką Soż. Od zachodu i północy ograniczone były Dnieprem, od południa i wschodu – Dzisną. Od zachodu Radymicze sąsiadowali z Dregowiczami, od północy – z Krywiczami, od wschodu – z Wiatyczami, od południa – z Siewierzanami.
Zdaniem Henryka Paszkiewicza Nestor nie wymienia Radymiczów w swoim zestawieniu plemion słowiańskich (w rozumieniu Nestora plemion wschodniosłowiańskich), ani wśród ludów słowiańskich, które stworzyły silne organizacje plemienne. W X-wiecznym źródle O zarządzaniu państwem Konstantyna Porfirogenety istnieje wzmianka o Lachach jako sąsiadach Drewlan i Pieczyngów oraz Krywiczów. Zestawienie informacji Konstantyna Porfirogenety z wiadomościami od Nestora pozwala wysnuć przypuszczenie, że Lachowie w O zarządzaniu państwem to Radymicze. Nazwanie ich w X wieku Lachami przez Porfirogenetę mogło świadczyć o silnych związkach politycznych Radymiczów z innymi plemionami polskimi. Więzy te w ciągu dwóch stuleci uległy osłabieniu, skoro Nestor wspomina jedynie o lackim pochodzeniu Radymiczów. Boris Rybakow podaje w wątpliwość zachodnie pochodzenie Radymiczów z powodu odległości, jaką przebyli, by osiedlić się nad Sożą, jednak nie bierze pod uwagę tego, że podczas wędrówek ludy przebywały znacznie większe odległości, by w końcu na stałe zamieszkać określone terytorium.

## Chronologia
Według Lubora Niederlego Radymicze rozpoczęli swoją wędrówkę nad Soż w III wieku pod wpływem Gotów lub w VI–VII wieku pod wpływem Awarów. Piotr Trietjakow podaje IV–V wiek, zaś Aleksiej Szachmatow – VII–VIII wiek. Karol Potkański i Franciszek Bujak uważają, że nastąpiło to w VIII wieku, argumentując tym, że według Nestora w 885 roku Radymicze mieli już swoją stałą siedzibę, zaś w ustępach z lat wcześniejszych kronikarz nie wspomina ich jeszcze w kontekście geograficznym. Paszkiewicz uważa, że jeżeli przyjąć, iż Lachowie nad Sożą u Konstantyna Porfirogenety to Radymicze, to nie mogli oni wywędrować z obszarów polskich wcześniej niż połowa IX wieku, bowiem na ten okres przypada konsolidacja plemion polskich.
Badania antropologiczne i archeologiczne czaszek Radymiczów z XI–XII wieku wykazują podobieństwo tego plemienia ze Słowianami zachodnimi, jednak już nieco późniejszy materiał archeologiczny z XI–XIV wieku – z ludnością Powołża i Uralu. Według Kosmana daje to podstawę do stworzenia hipotezy o tym, że nie Radymicze, tylko ich przodkowie, około III–IV wieku przybyli nad Dniestr, by w VI–VII wieku wyruszyć na północ. Po dotarciu nad Soż w VIII–IX wieku osiedlili się tam, wchłaniając miejscowych Bałtów. Roman Jakimowicz i Józef Kostrzewski na podstawie odkryć archeologicznych w pobliżu Kaługi wysnuwają przypuszczenie, że Radymicze i spokrewnieni z nimi Wiatycze mieli silne związki ze Słowianami z terenów polskich.

## Kolebka Radymiczów
Nie ma jednego stanowiska na temat pierwotnej siedziby Radymiczów. Potkański uważa, że pochodzili z Podlasia i Mazowsza. Podobnego zdania jest także Natalia Jakowenko. Z tą teorią zgadzają się Jan Czekanowski i Franciszek Bujak, opierając się dodatkowo na badaniach etymologii nazw geograficznych. Henryk Łowmiański nie zgadza się z ich poglądami, wskazując na podobieństwo języków słowiańskich. Według Paszkiewicza istnieje kilka czynników, które wywołały wędrówkę Radymiczów na wschód. Migracje ludności ze stepów południowych w IX wieku spowodowały przesunięcia Pieczyngów i Węgrów na zachód, co odbiło się także na ludach z południowo-wschodniej Polski; wojskowo-religijna ekspansja państwa wielkomorawskiego mogła wywołać reakcję Lachów, w wyniku czego ich część wywędrowała na wschód; lub też przyczyną migracji mogły być zmiany klimatyczne i nieurodzaje.

## Badania językowe
Według Szachmatowa język Radymiczów należał do południowego dialektu wielkoruskiego, zbliżonego do języków białoruskiego i polskiego. Zdaniem Dmitrija Zielenina południowi Wielkorusowie pod względem językowo-etnicznym byliby zdolni do utworzenia odrębnego narodu, gdyby ten proces nie został zahamowany przez wpływy polityczne państwa moskiewskiego.